# Граф Гофмана — Синглтона

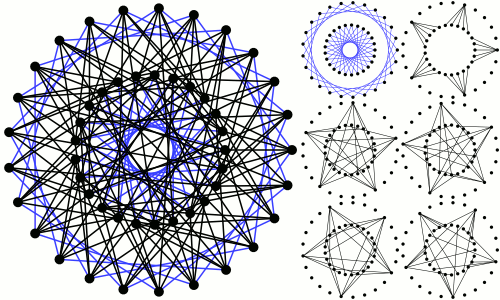
Граф Гофмана — Синглтона. Підграф синіх ребер є сумою десяти неперетинних п'ятикутників.

У математичній теорії графів, граф Гофмана — Синглтона це 7-регулярний  неорієнтований граф зі 50 вершинами і 175 ребрами. Це єдиний сильно регулярний граф із параметрами (50,7,0,1). Його побудували Алан Гофман і Роберт Синглтон, коли намагалися класифікувати всі графи Мура, він є графом Мура з найвищим порядком, для якого відомо, що граф існує. Оскільки це граф Мура, в якому кожна вершина має степінь 7, а обхват 5, тоді він є (7,5)-кліткою.

## Побудова
Тут наведено дві побудови графа Гофмана — Синглтона.

### Побудова з п'ятикутників та пентаграм
Візьміть п'ять п'ятикутників Ph і п'ять пентаграми Qi, так щоб вершина j з Ph була суміжною з вершинами j−1 та j+1 з Ph і вершина j з Qi  була суміжною з вершинами j−2 та j+2 з Qi. Тепер приєднайте вершину j з Ph до вершини h·i+j з Qi. (Всі індекси за модулем 5.)

### Побудова з площин Фано
Будь-яку множину зі семи точок (як абстрактних математичних об'єктів) можна перетворити на площину Фано, додавши сім ліній на них. Кількість різних способів зробити це — 30 = 7!/168. Тут 7! — це число перестановок із семи точок. 168 — число симетрій площини Фано, і, як наслідок, кількість перестановок, які зберігають будь-який заданий набір ліній, які утворюють площину Фано. Серед цих 30 різних площин Фано, кожна підмножина трьох точок використовується як лінія в 6 з 30 площин. Для будь-якої з цих 30 площин Фано, є 14 інших, які розділяють принаймні один рядок з ними.
Також сама множина з семи точок теж має 35 різних підмножин, які складаються з трьох елементів («тріад»), підрахованих за допомогою біноміального коефіцієнта {\displaystyle {\tbinom {7}{3}}=35}.
Граф Гофмана — Синглтона в такому разі можна побудувати з двох множин вершин:
- по одній для кожної площини Фано в наборі з 15 площин, які формуються вибором однієї довільної і 14 інших, які розділяють лінію з ним, та
- по одній для кожної тріади.

Ці вершини з'єднані ребрами двох типів:
- між кожною вибраною площиною Фано і 7 тріад, які відповідають її лінії, та
- між тріадами зі спільних точок.[6]

## Алгебраїчні властивості
Група автоморфізмів графа Гофмана — Синглтона є групою порядку 252 000 ізоморфною PΣU(3,52) напівпрямому добутку проєктивної спеціальної унітарної групи PSU(3,52) з циклічною групою порядку 2, породженої автоморфізму Фробеніуса. Він діє транзитивно на вершини, ребра і дуги графа. Тому граф Гофмана — Синглтона симетричний граф. Стабілізатор вершини графа є ізоморфом симетричної групи S7 по 7 букв. Стабілізатор множини ребер ізоморфний Aut(A6)=A6.22, де A6 є знакозмінною групою по 6 букв. Обидва з цих двох типів стабілізаторів є максимальними підгрупами всієї групи автоморфізмів графа Гофмана — Синглтона.
Характеристичний поліном графа Гофмана — Синглтона дорівнює {\displaystyle (x-7)(x-2)^{28}(x+3)^{21}}. Тому граф Гофмана — Синглтона є інтегральним графом: його спектр повністю складається з цілих чисел.

## Підграфи
Використовуючи тільки той факт, що граф Гофмана — Синглтона є сильно регулярним графом із параметрами (50,7,0,1), можна показати, що існує 1260 5-циклів, що містяться у графі Гофмана — Синглтона.
Крім того, граф Гофмана — Синглтона містить 525 копій графа Петерсена. Видалення будь-якого одного з них залишає копію унікальної (6,5)-клітки.